# きさらぎ駅

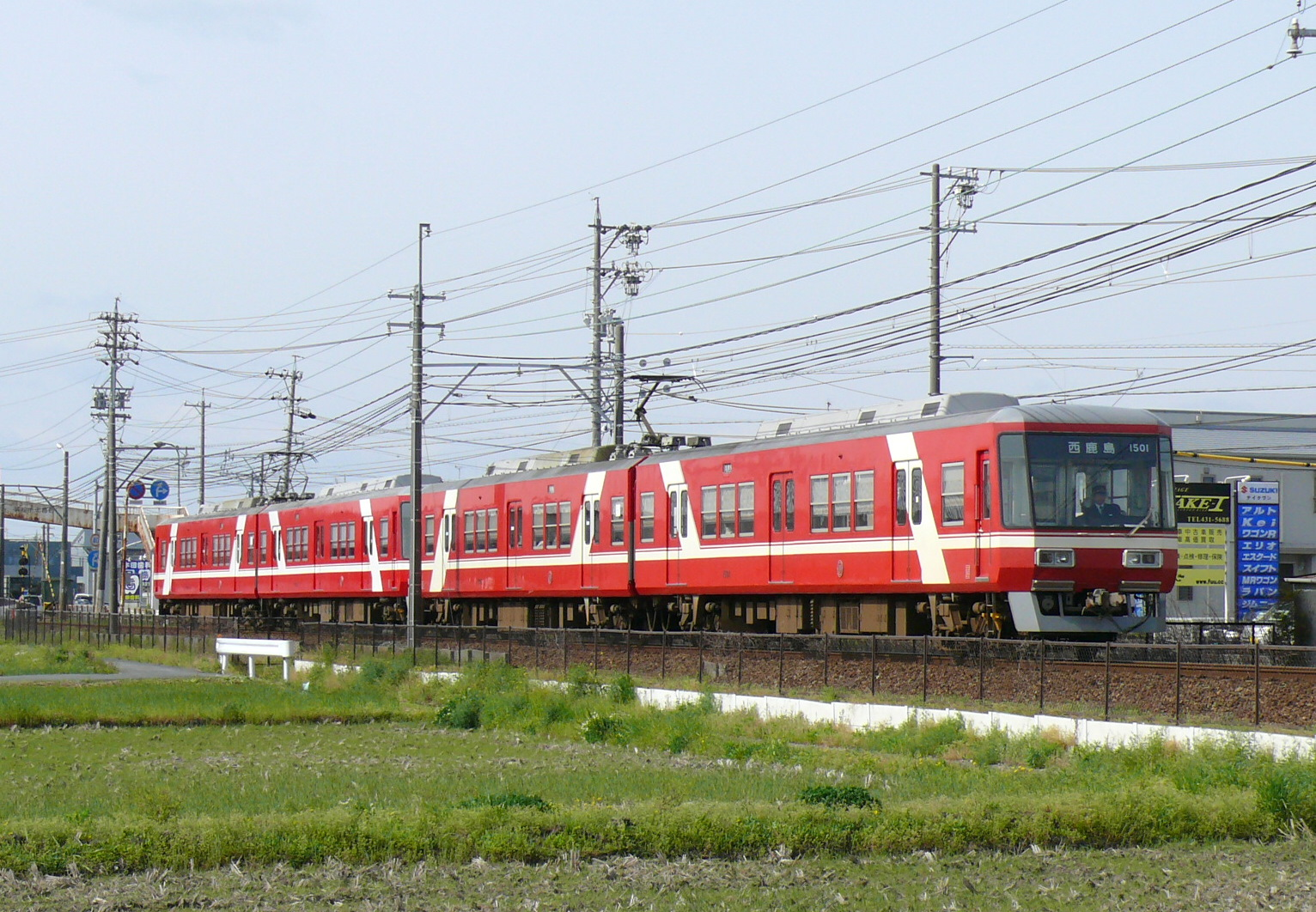
きさらぎ駅都市伝説の舞台とされる遠州鉄道。

きさらぎ駅（きさらぎえき）は、日本のインターネットコミュニティで都市伝説として語られている架空の鉄道駅である。

## 概要
同駅が初めて語られたのは2004年のことで、インターネット掲示板の2ちゃんねるに投稿された実況形式の怪奇体験談の舞台として登場した。体験談では人里離れた沿線に忽然と現れた謎の無人駅として描写されており、空想的に静岡県浜松市の遠州鉄道沿線、またはそこから繋がった異界にあるものと考察されている。2010年代以降になると、ネット上では類似の体験談が相次ぎ、インターネット・ミームとしての広まりを見せている。また、2020年頃よりフィクション作品やメディアで取り上げられることも多くなり、ネット上では都市伝説として根強い人気が続いている。
ひらがなで「きさらぎ駅」と表記するのが一般的である。のちの体験談や考察では「如月駅」や「鬼駅」などの表記も見られる。また、その後都市伝説として語られるようになった類似の架空の駅を含む総称として「異界駅」と呼ぶことがある。

## 発祥の経緯
きさらぎ駅の都市伝説がネット上で最初に語られたのは、2004年1月8日深夜のことである。始まりはインターネット掲示板・2ちゃんねるのオカルト超常現象板にあった実況形式スレッドに怪奇体験の相談を「はすみ（葉純）」と名乗る女性とみられる人物が投稿したことである。
相談の内容は、
から始まるもので、新浜松駅から乗車した遠州鉄道の電車がいつもと違い、なかなか停車する様子がなく、他の乗客に聞こうと思ったはすみは、声をかけたが乗客全員寝ていたという。そして、ようやく到着した駅が「きさらぎ駅」という名称の見知らぬ無人駅だったというものである。周りには森林が広がっていて、他には何もなかった。以後翌日未明にかけて、投稿者「はすみ」とスレッド参加者との応答がリアルタイムで進行した。
投稿された相談内容によると、周囲は人家などが何もない山間の草原で、直前には実在しない「伊佐貫（いさぬき）」という名称のトンネルを通ったと語っている。その後、不意に降り立った駅の周辺では奇妙な出来事が次々に起こった。体験談では遠くから深夜に場違いな祭囃子が聞こえた、声を掛けてきた片足の老人が突然姿を消した、最寄駅について尋ねたら遠く離れている比奈駅だった、などといった出来事が語られている。また、携帯電話で助けを求めてもまったく取り合ってもらえなかったという。途方に暮れていたところに、たまたま通りかかった車に乗せてもらった車中でスレッドへの書き込みが途絶え、以後の消息が絶たれたことになっている。

## ネットでの広まり
きさらぎ駅を舞台にした一夜限りの奇妙な体験談は、2ちゃんねるオカルト板を中心にネットコミュニティの注目を集め、それに乗ずる形できさらぎ駅や類似の架空の駅の体験談が相次いだ。主なものとしては、東海道本線の愛知県域にあるとされる「月の宮駅」、きさらぎ駅の隣接駅とされる「やみ駅」と「かたす駅」などが挙げられる。2011年には、都市伝説をテーマにしたまとめサイトのコメント欄に、オリジナル投稿者「はすみ」を名乗る人物から真偽不明の生還報告も投稿され話題になった。
その後、SNSのTwitterや動画投稿サイトのYouTubeでもきさらぎ駅に関する投稿が相次ぎ、2011年以降Twitterでは目撃談や実況体験談を寄せる利用者が続出した。また2014年には、Googleマップで筑波大学構内に「きさらぎ駅」という名称のスポットが何者かによって登録され、「きさらぎ駅」への架空のルート検索ができるようになるといった珍事も起きている。

## 反響
Twitterでのブームを機に、きさらぎ駅の都市伝説は一般のネット利用者に広く知られるものとなり、体験談の舞台となった遠州鉄道本社にも問い合わせが寄せられるようになった。また、小説や漫画などきさらぎ駅を題材としたフィクション作品（後述）も多く見られるようになり、2022年には恒松祐里初主演の映画『きさらぎ駅』が公開され、物語の舞台となった浜松市内を中心にスマッシュヒットが報じられた。
遠州鉄道では2018年ならびに2021年に、きさらぎ駅のエピソードを収録した漫画・アニメ作品『裏世界ピクニック』のPR列車を運行するタイアップ企画が実施された。また、2020年に放送されたバラエティ番組『世界の何だコレ!?ミステリー』ではきさらぎ駅の体験談が再現映像とともに紹介され、Twitterでトレンド入りするなど視聴者の注目を集めた。それに伴い、同年のGoogle都道府県別検索ランキングの静岡県部門では「きさらぎ駅」という検索ワードが1位にランクインし、異例の結果として話題になった。さらに2022年に遠州鉄道は、きさらぎ駅行きのレプリカ切符をセットにした記念乗車券を発売し、開始1時間余りで完売するなど大きな反響を呼んだ。
一方、日本国外では特に台湾や香港で「きさらぎ駅（中: 如月車站）」は日本を代表する都市伝説として良く知られており、日本と同様に当地を舞台にした架空の駅の都市伝説が語られたり、日本の都市伝説や鉄道にまつわる話題でしばしば引き合いに出されたりしている。台湾のホラー作家笭菁は、自身の都市伝説シリーズで「きさらぎ駅」を主題にした長編小説（後述）を発表しており、全12巻のシリーズ中最も印象的な作品として紹介されている。

## 考察

### 空想的な考察
オリジナルの体験談ではきさらぎ駅の正体が明かされることはなかったが、以後ネット上にはその真相を巡って様々な空想的考察が語られている。
当初は、体験談の内容からきさらぎ駅が静岡県内にあるものと考えられていたが、その後福岡県など全国各地で目撃情報が相次いで寄せられた。多くの体験談では時間の歪みやGPSの異常などの異変も報告され、この世界とは別の異世界に存在するとする説が主流になっている。きさらぎ駅以外の各地の都市伝説で語られる架空の駅も同様に異世界に存在するものとされており、吉田悠軌、朝里樹、田中俊行など怪談都市伝説の専門家の間ではこれらを総称して「異界駅」と呼ぶことがある。
初期には、きさらぎ駅やその他架空の駅の体験は恐怖の対象とされ、オリジナル投稿者「はすみ」が以後の消息を絶っていることから、一度降りてしまうと生きては戻れないものとされていた。しかし、その後の体験談では一度迷い込んだ後に生還したとの報告も寄せられ、何かを燃やして煙を出せば戻って来られるなど、オカルト的な関心からの考察もなされるようになった。さらに2018年に投稿された体験談では、異界の車掌や住民の善意により無事生還したとの報告もなされ、体験談や考察は恐怖よりも異世界を旅するロマンに重点が置かれるようになっている。
なお、「きさらぎ駅」の漢字表記はオリジナルの体験談では明らかにされておらず、ネットではオリジナル通りのひらがな表記が正規のものとして定着している。中国語では「如月車站」という表記が一般的で、日本でも「如月駅」と表記している体験談がある。また「鬼駅」など他の表記も一部の体験談や考察で見られるが、広く認められたものではない。

### 都市伝説としての考察

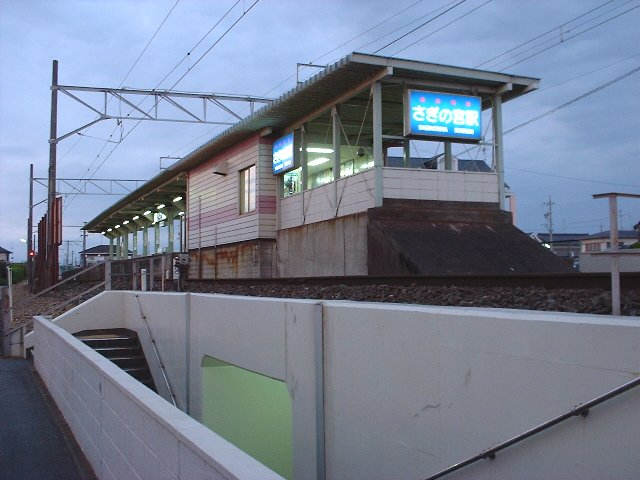
きさらぎ駅のモデルとの指摘もある遠州鉄道さぎの宮駅。

一般にきさらぎ駅の体験談は、他のネット上の怪奇体験談同様、実話の体裁をとった創作と認識されている。多くは作り話であることが明らかであったり、中には作り話であることを投稿者自ら明かしているものもある。Twitterではきさらぎ駅の体験談が写真付きで投稿されたこともあったが、のちにそれは実在するJR紀勢本線三瀬谷駅やJR赤穂線西相生駅などの写真であることが判明している。
オカルト研究家の山口敏太郎はきさらぎ駅の都市伝説が10年以上の長きに渡り語り継がれている要因として、実在する列車や地名を元にした巧妙な物語設定と、駅というロマンの感じられる舞台設定を挙げている。歴史的に集落から離れた村外れに設置されることが多く感傷的なエピソードのモチーフになりやすい駅というロケーションは、怪奇体験談の舞台として好まれ、都市伝説発祥の背景になったとも論じている。さらに山口は、きさらぎ駅を題材にした地元浜松の一連の地域おこしについても言及し、それらを同氏が提唱するクリプトツーリズムの事例として評価している。
怪奇スポット研究家として知られる吉田悠軌は実在する怪奇スポットに空想を傾けられなくなった現代において、人々が架空の場所にロマンを見出すようになったことが背景にあるとしている。また、吉田は2000年代に流行したネット怪談のリアリティと質の高さにも言及し、当時を知らない若い世代がそれらを新鮮に感じ注目が集まる中で、2020年頃から映像作品やバラエティ番組で取り上げられる機会が増えているものとも指摘している。
現代日本の怪奇体験談に詳しい作家の朝里樹は、きさらぎ駅体験談を「現代の異界訪問譚」ならびに「現代の神隠し」になぞらえて考察している。朝里は、怪異とは無縁な生活をしている現代人にも、鉄道が人を異界へと誘うという体験談は身近なものとして受け入れられているとしている。また、その過程を匿名のネット実況によって詳細に語りながら、最後には投稿が途絶えることで謎の失踪をも演出するという、従来の神隠し譚ではあり得なかった新しい手法を確立したものとも評している。
民俗学者の飯倉義之によると、きさらぎ駅のようにインターネットの普及によって発生した参加型の都市伝説は、ネット利用者が怪談体験の「ごっこゲーム」に参加しているという意識によって形作られ、SNSを中心に広まったものと分析している。2ちゃんねるの事情に詳しいジャーナリストの井上トシユキによると、同掲示板の当初の利用者はネタ話を遊びつくしてやろうという意識が強く、作り話と分かった上であえてそれを指摘したり批判したりせず、投稿者の話を上手く引き出すことで都市伝説としての完成度が高められたものとしている。また、体験談がミステリー仕立てになっていて一般のネット利用者が参加しやすかった点も、長い年月を経て新規参入者を受け入れ続けている要因として挙げている。一方、Twitterなどで「きさらぎ駅」に言及する投稿があるとそれに便乗した投稿が相次ぐなど、一種のネット上のジョークとして定着しているとの指摘もある。
きさらぎ駅の創作上のモデルとしては、同じく遠州鉄道の「さぎの宮駅」がモチーフなのではないかという説が主流になっており、実際に同駅をきさらぎ駅目当てに訪れる人が後を絶たないと報じられている。遠州鉄道もしばしば公式サイトやTwitterを通して同駅をきさらぎ駅ゆかりの地として紹介し、きさらぎ駅をテーマにした企画も同駅で度々開催されるなど、事実上「きさらぎ駅」都市伝説の聖地として認知されている。また、アニメ『新幹線変形ロボ シンカリオンZ』（後述）では同駅が作中に登場するきさらぎ駅のモデルとして描写されている。なお、2019年現在のさぎの宮駅は周囲に住宅街が広がり交通量も多く体験談との共通点はほとんど認められないが、遠州鉄道の職員によると体験談が投稿された2004年当初は駅前のコンビニや駐輪場がなく夜間は現在よりも少し暗かった可能性が指摘されている。

## きさらぎ駅を扱った作品
小説
- 笭菁 『如月車站』（中国語） 奇幻基地〈都市傳說〉、2016年。
- 宮澤伊織 『裏世界ピクニック』 早川書房〈ハヤカワ文庫JA〉、2017年。
- 佐東みどり、鶴田法男 「きさらぎ駅」『恐怖コレクター』巻ノ十一　すれ違う影、KADOKAWA〈角川つばさ文庫〉、2019年。
- 水沢あきと『CEO生駒永久の「検索してはいけない」ネット怪異譚』 KADOKAWA〈メディアワークス文庫〉、2021年。

漫画
- kirero 『はじまりの夜行列車』 スクウェア・エニックス〈ガンガンONLINE〉、2014年。
- 鄭健和 『如月車站』（中国語） 壹本創作、2016年。
- さいとう林子 「きさらぎ駅並行」『ルーモア・ヒューモア』 祥伝社〈FEEL COMICS〉、2018年。
- 宮澤伊織（原作）、水野英多（作画） 『裏世界ピクニック』 スクウェア・エニックス〈月刊少年ガンガン〉、2018年。
- noho 「駅と次元のはざま」『となりの妖怪さん』第二巻、イースト・プレス〈MATOGROSSO〉、2019年。
- ぬじま『怪異と乙女と神隠し』小学館 〈やわらかスピリッツ〉、2019年。
- ペトス（監修）、橋本カヱ（原作）、本多創（漫画） 「きさらぎ駅」『オカルトちゃんは語れない』 講談社〈ヤングマガジンサード〉、2020年。
- きさいちさとし 「謎の駅きさらぎ駅に潜入してみた!」『ブラックチャンネル』 小学館〈月刊コロコロコミック〉、2020年。
- 木村 大介 「きさらぎ駅」『トシサン ~都市伝説特殊捜査本部第三課~』第二巻、講談社〈イブニングKC〉、2021年。
- x0o0x_ (原作)、筒井 いつき (漫画) 『きさらぎ異聞』一迅社〈Howl comics〉、2024年。
- 逢縁奇演 (原案)、クラタヒロヤス (作画)、猪原賽 (構成)『カタリカ 語り禍』竹書房〈バンブーコミックス〉、2025年。

アニメ
- 宮嶋星矢（監督・脚本） 「ましろステーション」『BanG Dream! ガルパ☆ピコ 〜大盛り〜』 ブシロード、2020年。
- 宮澤伊織（原作）、佐藤卓哉（監督） 『裏世界ピクニック』 ライデンフィルム×FelixFilm、2021年。
- 池添隆博（総監督）、山口健太郎（監督） 「出撃、シンカリオンZ 500 TYPE EVA」『新幹線変形ロボ シンカリオンZ』第21話、テレビ東京系列 2021年。

ドラマ・バラエティ
- 植田中（監督） 「きさらぎ駅」『2ちゃんねるの呪い』（DVD）VOL.5、クロックワークス、2011年。
- 永江二朗（構成・演出） 「きさらぎ駅」『検証！2ちゃんねるの呪い』（DVD）其之弐、クロックワークス、2013年。
- フジテレビ（企画制作）、オクタゴン（制作著作）「日本で起きた！摩訶フシギな現象SP」『世界の何だコレ!?ミステリー』 フジテレビ系列、2020年。
- 西古屋竜太（監督・演出）、岩下裕一郎（脚本）「きさらぎ駅」『ウソかホントかわからない やりすぎ都市伝説 ザ・ドラマ』 テレビ東京系列、2021年。

映画
- 永江二朗（監督）、宮本武史（脚本）『きさらぎ駅』 キャンター、2022年。

ゲーム
- KEMCO「ライターVS謎の駅」『レイジングループ』（iOS、Andraidほか） 2017年。
- 宮野原宮乃 『the station -VRきさらぎ駅-』（VRChat/Windows） 2020年。
- Chilla's Art『幽霊列車』（Steam/Windows） 2020年。
- まだら牛「新約・きさらぎ駅」『エモクロアTRPG』（TRPG） ダイスタス、2021年。
- Tango Gameworks「名もなき駅」『Ghostwire: Tokyo』（Windows、PlayStation 5） Bethesda Softworks、2022年。